# Проспект Юрия Гагарина (Санкт-Петербург)
Проспе́кт Ю́рия Гага́рина — одна из магистралей Санкт-Петербурга. Проходит в Московском районе от Благодатной улицы до Московского шоссе, продолжая Сызранскую улицу.

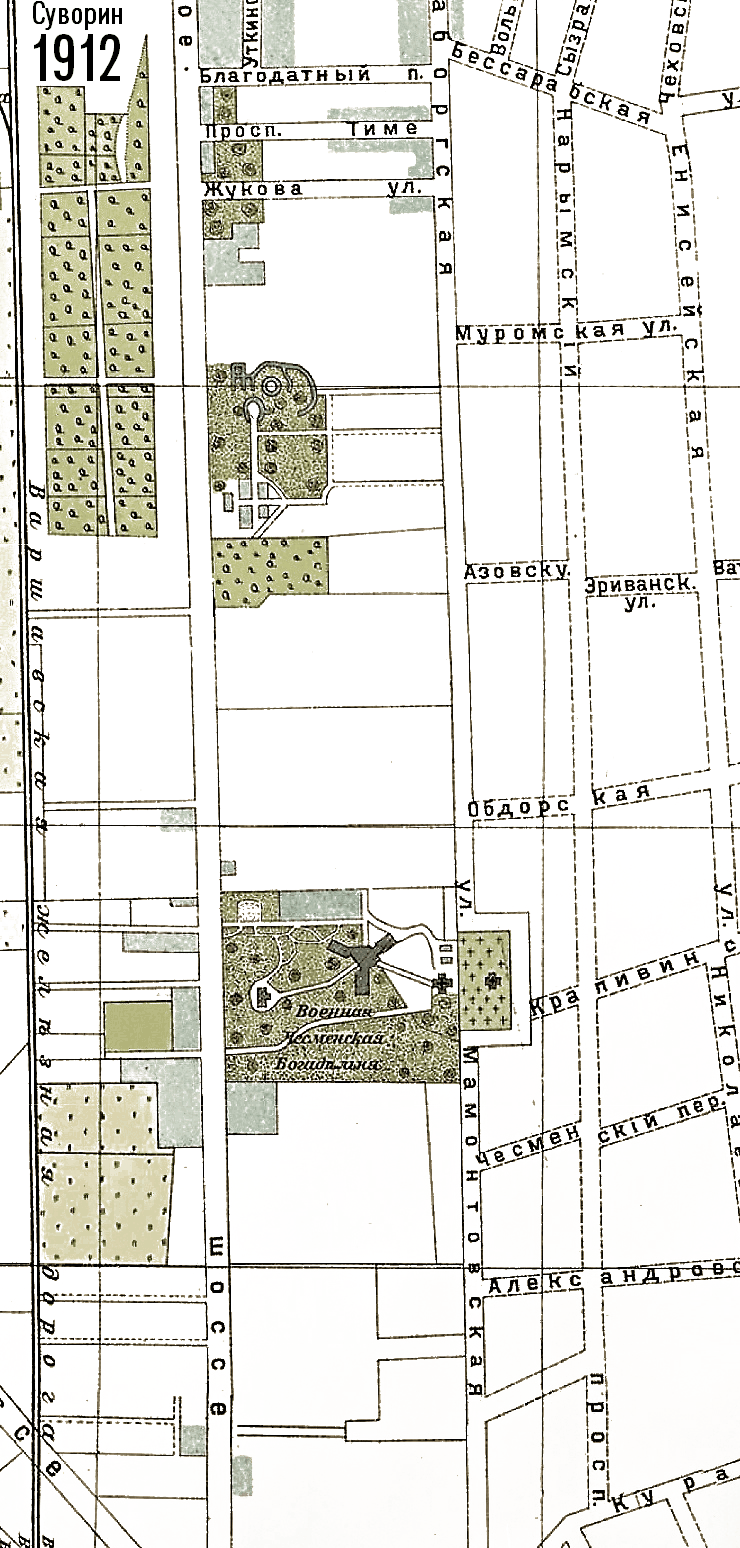
Трассировка Нарымского проспекта на карте Петербурга 1912 года. Параллельно Мамонтовской и Свеаборгской улицам пунктиром показаны Нарымский проспект и Енисейская улица

## История

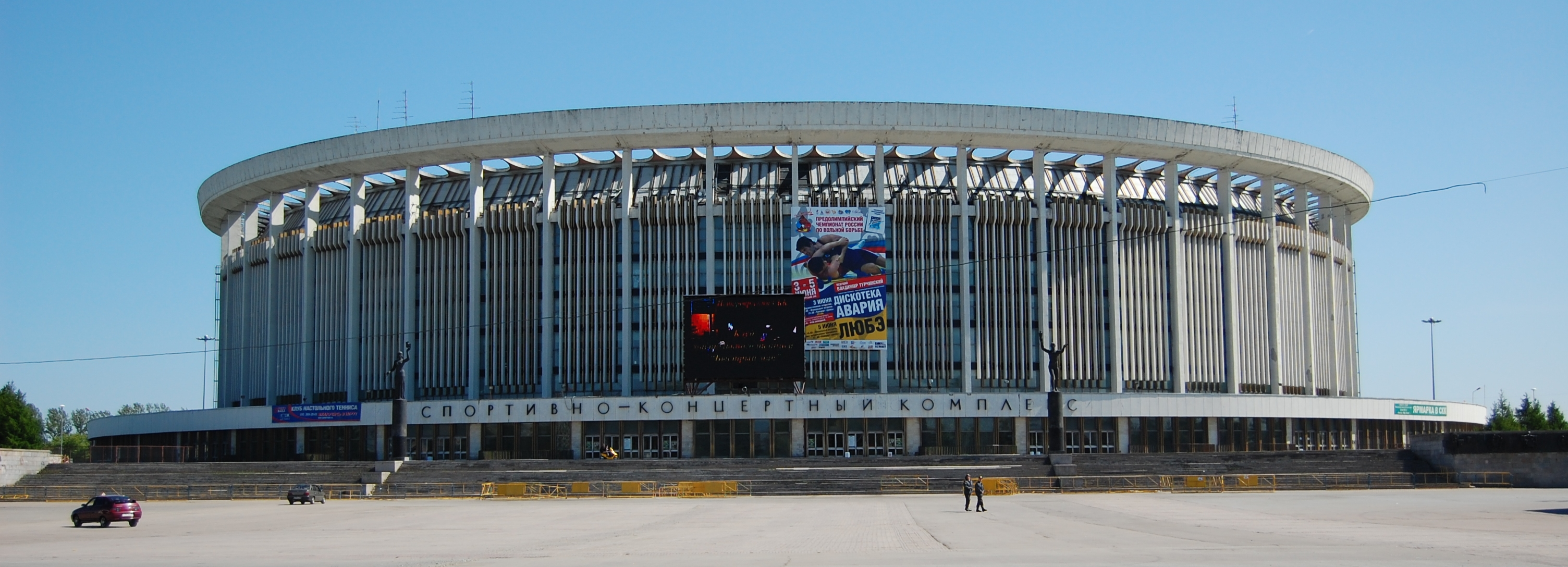
Снесённый СКК «Петербургский» (дом № 8)

Трасса Нарымского проспекта утверждена Московской волостью Петербургского уезда не позднее 1912 года, когда эта проектируемая магистраль попадает на карту города, где она показана пунктирной линией.
Имя Нарымский проспект, по названию города Нарым, было дано по «кустовому принципу» именования улиц в столице и пригородах; в данном случае — по именам сибирских городов. Другими составляющими этого куста названий являются Енисейская улицы, запроектированная одновременно с Нарымским проспектом, и идущая параллельно ему, а также пересекающая их Обдорская улица.
Как видно по карте проспект с самого начала был проложен между Благодатной улицей и Куракиной дорогой — важной широтной магистралью, соединяющей Московское шоссе с Шлиссельбургским шоссе и берегом Невы. Однако южная его часть долгое время оставалась незастроенной, и лишь в 1955 году проспект вновь вышел к Куракиной дороге, получившей к тому времени в пределах Московского района название улица Орджоникидзе.
В 1961 году Нарымский проспект переименовали в честь первого в мире космонавта Ю. А. Гагарина (1934—1968), полетевшего в этом же году в космос.
В середине 1960-х годов проспект был продлён до улицы Ленсовета, а в 1977 году — до Московского шоссе.
На протяжении первых 4 километров проспект Юрия Гагарина прямой. На пересечении с улицей Ленсовета он поворачивает и под прямым углом подходит к Московскому шоссе, примыкая к нему у трёх церквей в парке Городов-Героев.

## Объекты
На участке от Бассейной улицы до улицы Ленсовета вдоль западной стороны разбит бульвар (в нём на углу с Авиационной улицей находится трамвайное кольцо маршрута № 45). Почти аналогичный бульвар вдоль нечётной стороны проспекта между улицей Ленсовета и Московским шоссе застроили в 2007 году жилым комплексом «Глория парк».
Нечетную сторону между Кузнецовской и Бассейной улицами занимает Московский парк Победы. На противоположной, чётной, стороне располагается квартал, в центре которого в 1980—2020 годах располагался Петербургский СКК (до 1992 года — Спортивно-концертный комплекс имени Ленина, дом № 8), а в 2023 году на его месте был построен новый спортивный комплекс «СКА Арена». Со стороны Бассейной улицы (ближе к пересечению с проспектом Юрия Гагарина) в 2017 году был открыт мультимедийный исторический парк «Россия — Моя история». Со стороны Кузнецовской улицы был построен в 2007 году гипермаркет «Карусель», но при строительстве «СКА Арены» гипермаркет был закрыт в 2021 году и его территория ушла под застройку прилегающей территории спортивного комплекса.
В доме 17 находится музей-библиотека «Книга блокадного города»; около входа установлен памятный знак библиотекарям блокадного Ленинграда Библиотекарям блокадного Ленинграда.
В доме 65 расположен НИИ промышленной и морской медицины ФМБА России (бывший НИИ гигиены морского транспорта).

## Пересечения
- Благодатная улица
- Кузнецовская улица
- Бассейная улица
- улица Фрунзе
- улица Гастелло
- Авиационная улица
- улица Титова
- улица Типанова
- Алтайская улица
- улица Орджоникидзе
- улица Ленсовета
- Московское шоссе

## Транспорт
По проспекту Юрия Гагарина или вблизи него проходят следующие маршруты наземного общественного транспорта:
- Автобус: 11, 12, 16, 31, 36, 50, 59, 63, 64, 72, 95, 114, 141, 225, 239, 246
- Троллейбус: 24, 26, 27, 29, 35, 45, 47
- Трамвай: 29, 29В, 45